# Goura de Sclater
Goura sclaterii
Espèce
Synonymes
- Goura scheepmakeri sclateri Salvadori, 1876[2]
- Goura scheepmakeri sclaterii Salvadori, 1876[2]

Statut de conservation UICN

 NT  : Quasi menacé
Le Goura de Sclater (Goura sclaterii) est une espèce (ou sous-espèce) d'oiseaux de la famille des Columbidae.